# Opel 6/16 PS
Der Opel 6/16 PS war ein PKW der Mittelklasse, den die Adam Opel KG von 1911 bis 1920 als Nachfolger des Modells 6/14 PS baute.

## Geschichte und Technik
Der 6/16 PS führte die Tradition seiner beiden Mittelklassevorgänger fort, den Kunden die Anmutung größerer Wagen zu bieten.
Der Motor war ein Vierzylinder-Reihenmotor mit 1539 cm³ Hubraum, der 18 PS (13,3 kW) bei 1750/min leistete. Dieser seitengesteuerte Motor war eine leichtere Version des 1,5 Liter großen Motors aus dem Vorgängermodell. Die Motorleistung wurde über ein manuell geschaltetes Vierganggetriebe an die Hinterachse weitergeleitet. Vier Gänge waren damals für einen Mittelklassewagen außergewöhnlich. Der Wagen erreichte eine Höchstgeschwindigkeit von 60 km/h.
Die beiden Starrachsen waren an dreiviertelelliptischen Blattfedern aufgehängt.
Die erste Serie des 6/16 PS war als zweisitziger Phaeton, als viersitziger Tourenwagen, als viertürige Pullman-Limousine oder als ebensolches Landaulet erhältlich. Sie wurde Ende 1915 eingestellt.
1916 wurde die zweite Serie präsentiert. Sie hatte einen etwas größeren Motor mit 1570 cm³ Hubraum, der jedoch nur noch 15 PS (11 kW) leistete. Außer mit den vier Aufbauvarianten der ersten Serie waren die Wagen der zweiten Serie auch als Cabriolet erhältlich. Ansonsten glich die zweite Serie der ersten.
Die Fertigung der zweiten Serie endete 1920 ohne direkten Nachfolger in der Mittelklasse. Erst das ab 1927 angebotene Modell 7/34 PS setzte die Tradition von Opel in dieser Größenklasse fort.